# Vieux-Viel
Vieux-Viel (bret. Henwiel) – miejscowość i gmina we Francji, w regionie Bretania, w departamencie Ille-et-Vilaine.
Według danych na rok 1990 gminę zamieszkiwały 323 osoby, a gęstość zaludnienia wynosiła 37 osób/km² (wśród 1269 gmin Bretanii Vieux-Viel plasuje się na 930. miejscu pod względem liczby ludności, natomiast pod względem powierzchni na miejscu 880.).